# Брук Бернс
Брук Бернс (16 березня 1978 , Даллас ) — американська акторка та модель.

## Кар'єра
Брук почала кар'єру в модельному бізнесі в підлітковому віці. Її акторська кар'єра почалася з телевізійних ролей, найбільш була роль Джессі Оуенс у серіалі «Рятувальники Малібу» (1998—2001).
Також зімалася в як «Любов насправді» та «Акули Малібу». Крім акторської діяльності, Брук також вела телевізійні шоу.

## Особисте життя
- Колишній чоловік - актор Джуліан Макмехон, від якого народила доньку.
- Чоловік - режисер Гевін О'Коннор, від якого вона має доньку.